# Barrio Rotary XXIII (Caleta Olivia)
Rotary XXIII o Rotary 23; o también coloquialmente "el 23" (el dos-tres), es un barrio caletense en el departamento Deseado, provincia de Santa Cruz, Argentina. Integra el municipio de Caleta Olivia. Por su distancia de 4 km del centro de la ciudad es uno de los barrios más lejanos del núcleo central de la ciudad. Es el barrio más poblado de Caleta Olivia con algo más de 8 000 habitantes.
La densidad del distrito es de 6 350,8 hab./km².

## Historia
La urbanización comenzó por el 2002 con sus primeras viviendas sin servicios básicos en el loteo oriental, los cuales como nombre precario se los denominó Gato Negro. El nombre del barrio se debe al equipo de perforación el cual descubrió el primer pozo petrolero en Santa Cruz a 1.613 m denominado Pozo O-12.
Establecido a cuatro kilómetros al noroeste del microcentro, el barrio fue creciendo por etapas. La semilla urbanística estaba en el sector denominado «Gato Negro», con viviendas cimentadas ladrillo a ladrillo por particulares. A continuación, arribaron las cooperativas y erigieron cerca de 90 viviendas y después, con los diversos programas federales y provinciales, el IDUV fue edificando, en cinco etapas, 540 casas más y posterior 400 viviendas más.

## Desarrollo del lugar

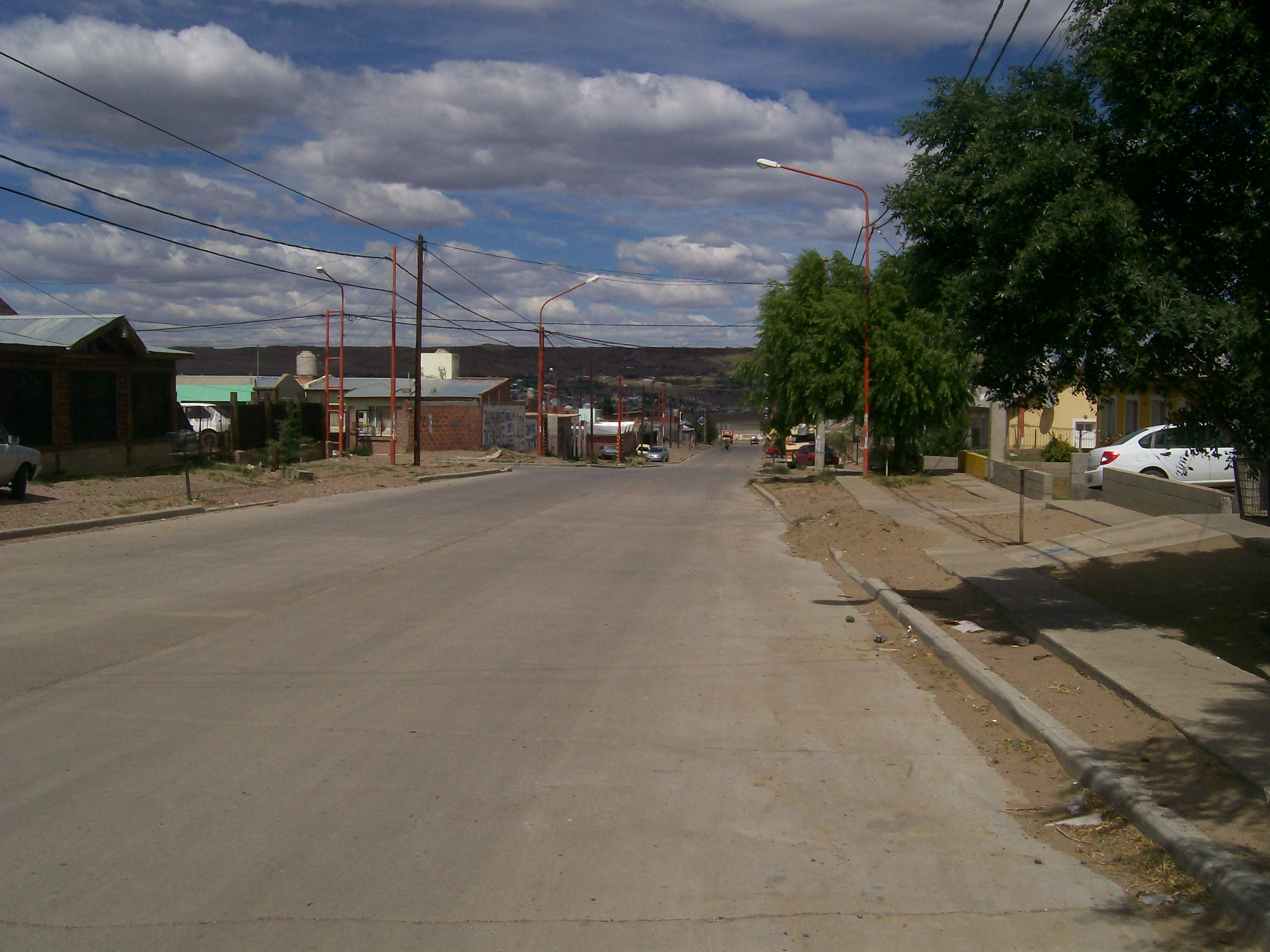
Avda. Emilio Arce, una de las principales arterias del barrio

El barrio se encuentra en la zona oeste y alberga los siguientes sub-barrios:
- Nueva Rotary o Extensión del Rotary
- Gato Negro o Pozo O-12
- Altos del Rotary XXIII
- Petroleros
- Toma 62
- Rotary Salud

Sus principales arterias son: Avenida Tierra del Fuego, Emilio Arce y Avenida Las Barrancas. También limita con la autovía de circunvalación, futura carretera principal de Caleta Olivia.
Se puede entrar por dos accesos, por entrada norte y sur, actualmente estos son caminos construidos por la empresa CPC.
| Noroeste: Bicentenario y Circuito de Motocross | Norte: Tierras Municipales | Noreste: Tierras Municipales         |
| Oeste: Cañadón Esther                          |                            | Este: Ceferino Namuncura y Los Pinos |
| Suroeste Tierras Municipales                   | Sur: Humedal Caleta Olivia | Sureste: Humedal Caleta Olivia       |

## Población

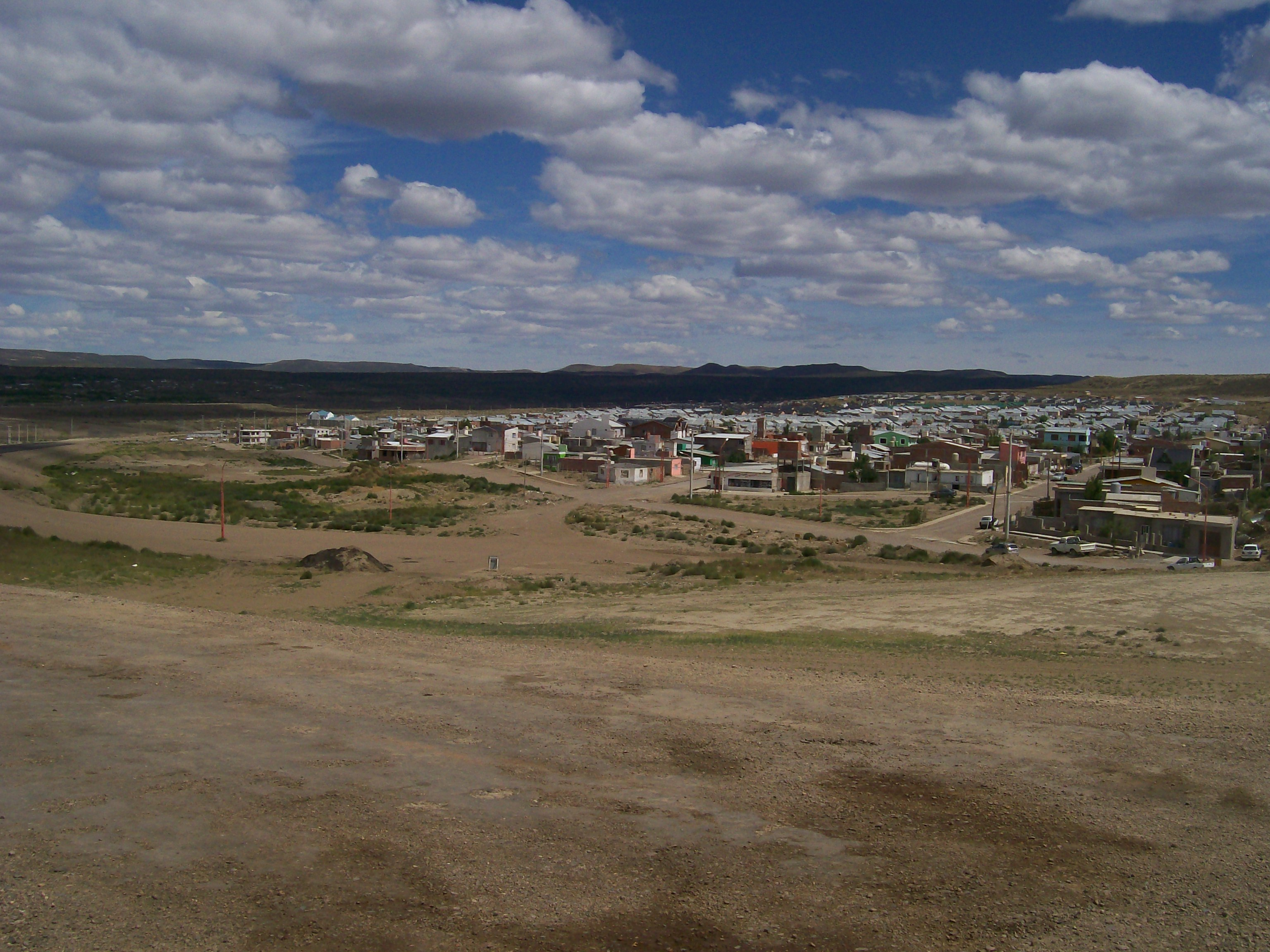
Vista al barrio desde la construcción de la Avenida de Circunvalación

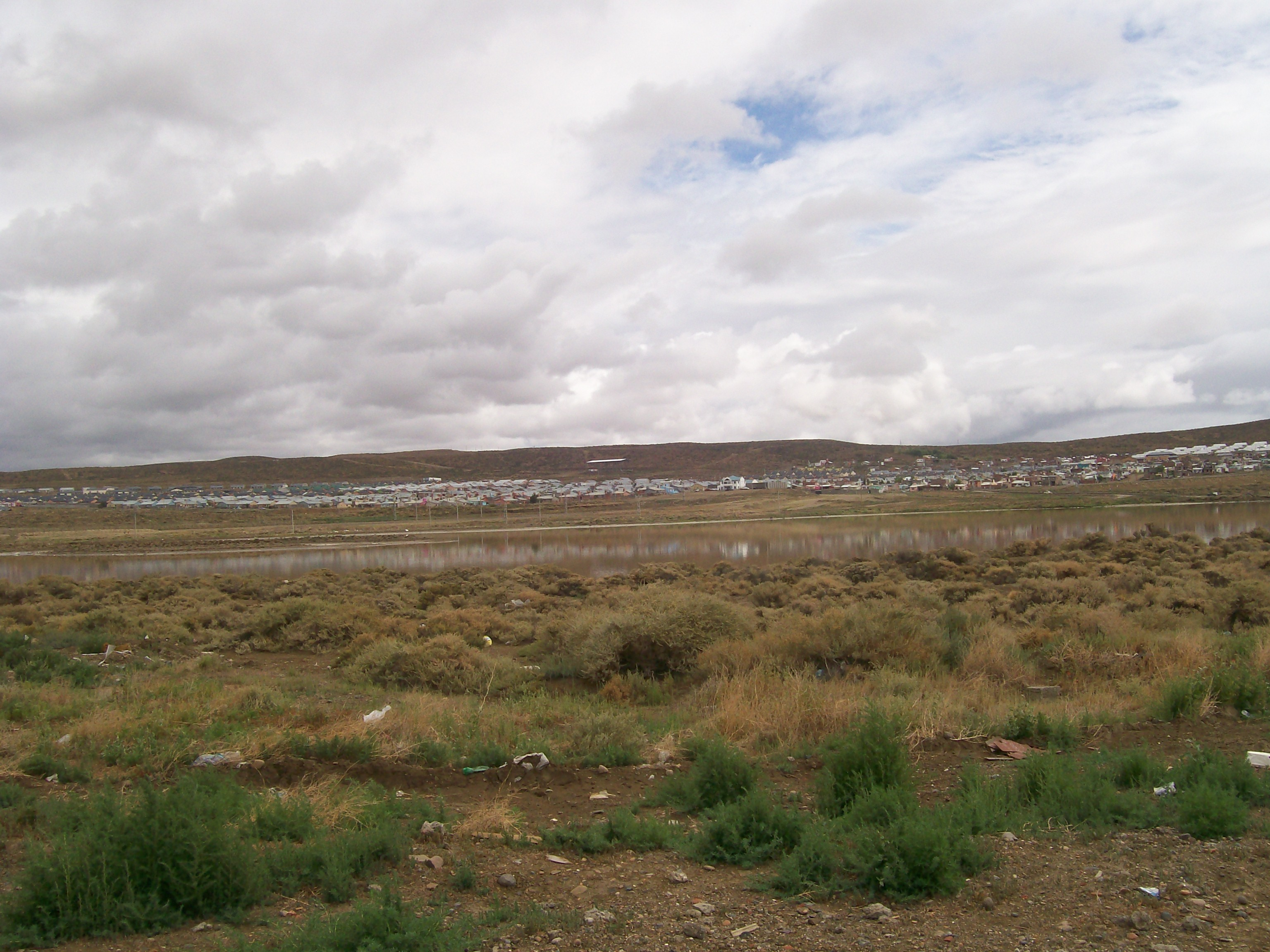
Divisándose el barrio desde el Gran Jardín.

Fundado en el año 2002, contó con 7 621 habitantes (INDEC, 2010). El crecimiento de esta zona se debe a planes de vivienda a través del Plan Federal. Durante sus primeros años de crecimiento se convirtió en la zona más alejada del núcleo central de la ciudad, fue un barrio planeado por la municipalidad con el fin de satisfacer el déficit habitacional que había en la época.

## Infraestructura comunitaria

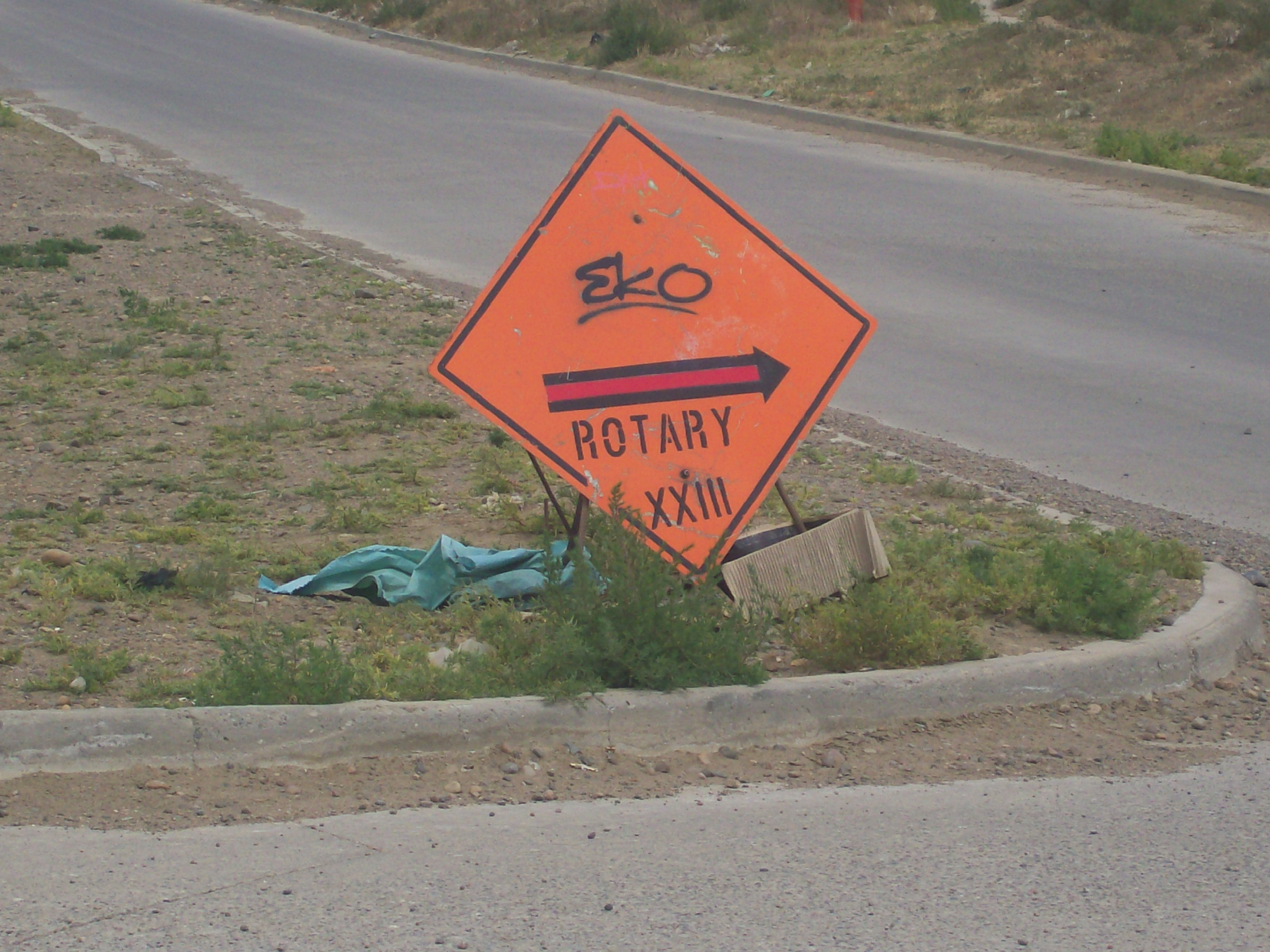
Cartel indicando recorrido al barrio por la entrada norte

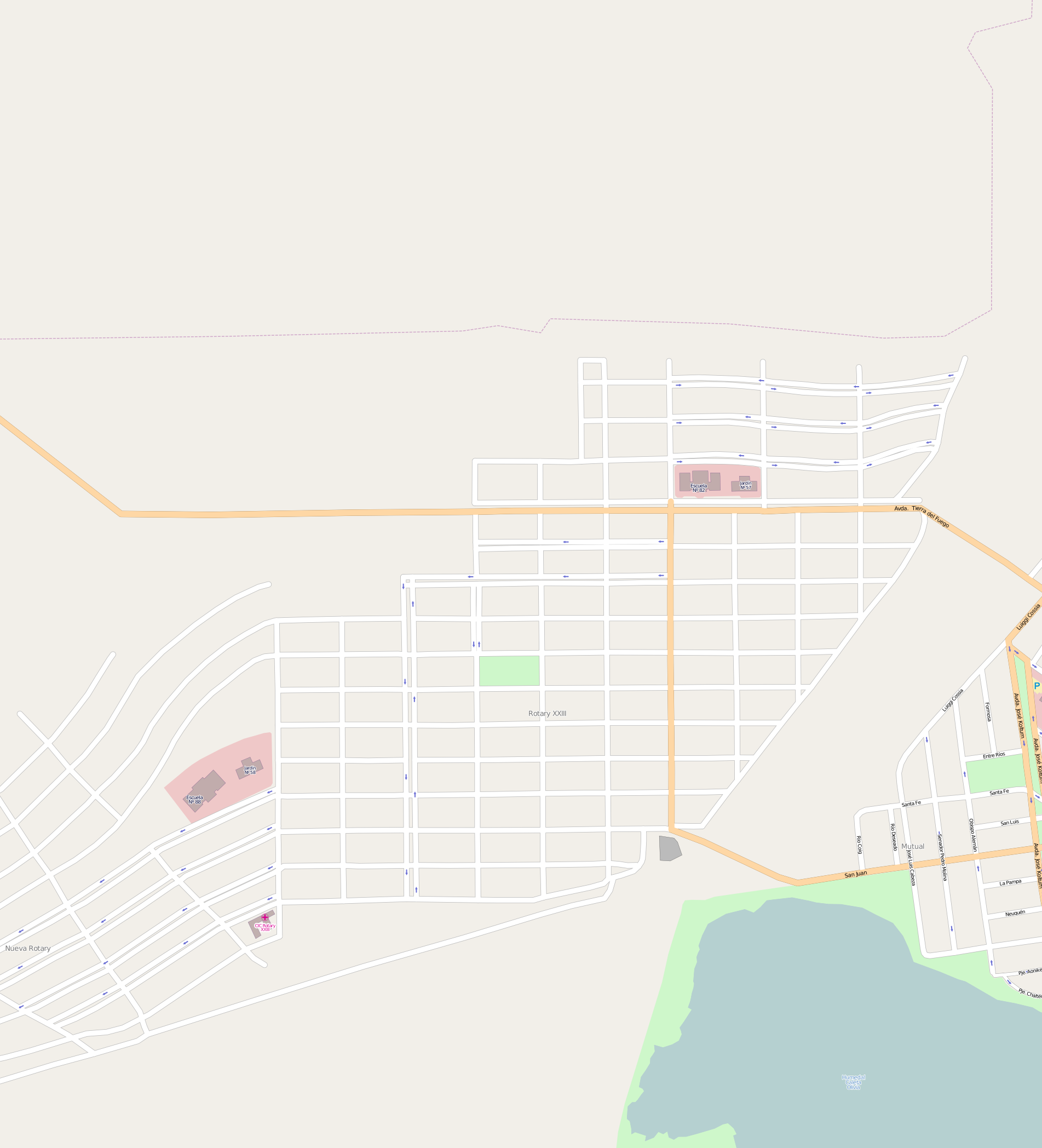
Plano del Barrio. Fuente: OpenStreetMap

- Asociación Vecinal

- Unión Vecinal Barrio Rotary 23

## Educación
- Jardín de Infantes N.º 57 "Omilen Antu"

Avda. Tierra del Fuego 1984
- Jardín de Infantes N.º 58 "Ayen Hue"

Entre Ríos 2784
- Escuela N.º 82

Avda. Tierra del Fuego 2062
- Escuela N.º 88

Entre Ríos 2730
- Secundario N° 42

Entre Ríos 2730

## Instituciones Municipales
- CIC Municipal Bo. Rotary 23: La Pampa S/N

- Biblioteca Arturo Jauretche

San Luis 2736

## Seguridad
- Comisaría Seccional Quinta de Policía: Avda. Emilio Arce esquina San Luis

## Transporte
- Línea A

Paradas 069, 072, 075, 078, 081, 084, 088, 093, 094, 095, 099, 102, 104, 105, 106, 109, 112, 115, 118, 121, 124